# 希羅凱 (羅茲迪利納區)
46°53′46″N 30°2′11″E / 46.89611°N 30.03639°E

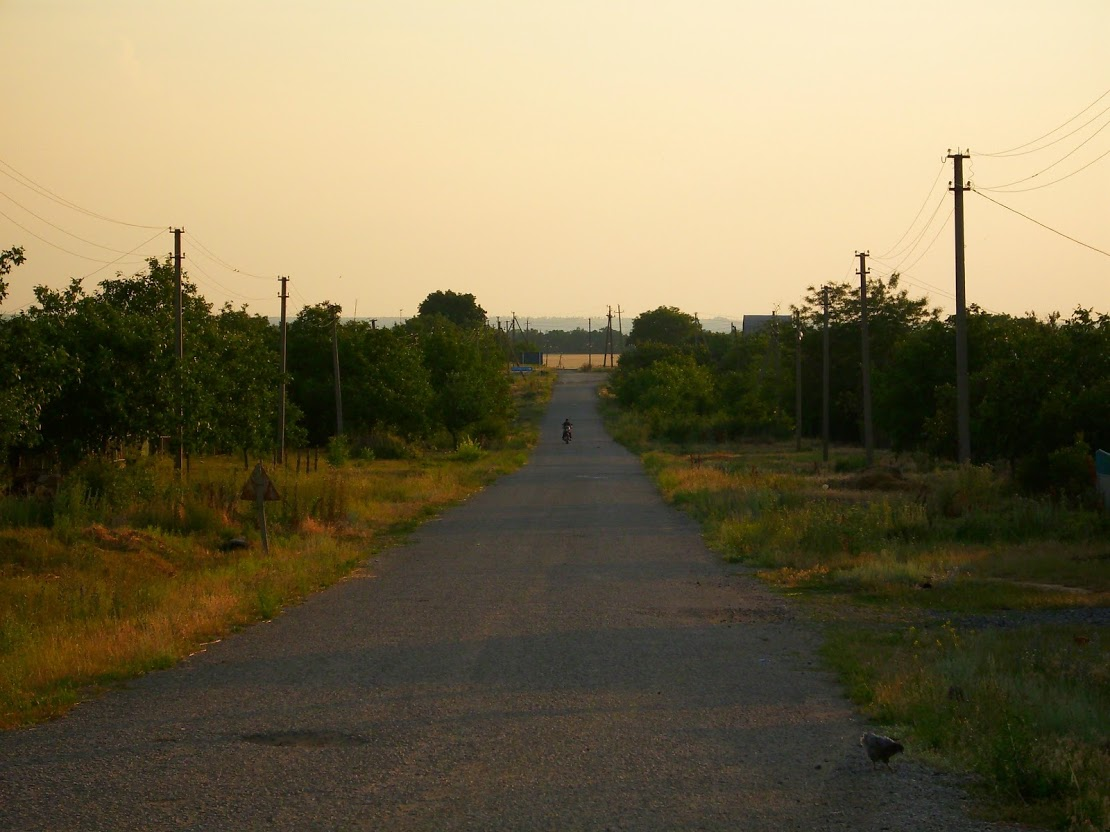
村景

希羅凱（烏克蘭語：Широке）是位於烏克蘭西南部的村莊，由敖德萨州羅茲迪利納區的斯捷潘尼夫卡市鎮負責管轄。該村始建於1824年，面積0.75平方公里，海拔高度143米，2001年人口100，人口密度每平方公里133.87人。